# Municipio de Pueblo Rincón de Valentín
Rincón de Valentín es uno de los seis municipios del departamento de Salto, Uruguay. Tiene como cabecera a la localidad homónima.

## Ubicación
El municipio se encuentra localizado en la zona central del departamento de Salto, al sur del río Arapey, limitando al norte con el municipio de Colonia Lavalleja, y al oeste con el de Constitución. 

## Características
El municipio de Rincón de Valentín fue creado por Ley Nº 18.653 del 15 de marzo de 2010, y forma parte del departamento de Salto. Su territorio comprende al distrito electoral JEC de ese departamento.
Forman parte del municipio las siguientes localidades:
- Rincón de Valentín
- Biassini
- Celeste

### Autoridades
La autoridad del municipio es el Concejo Municipal, compuesto por el Alcalde y cuatro Concejales.
Alcaldes según período:
| Nº | Alcalde                | Partido             | Inicio del mandato      | Fin del mandato         | Observaciones             | Concejales                                                                     |
| -- | ---------------------- | ------------------- | ----------------------- | ----------------------- | ------------------------- | ------------------------------------------------------------------------------ |
| 1  | Miguel Dalmao          | Frente Amplio FA    | 10 de julio de 2010     | 11 de julio de 2011     | Alcalde elegido fallecido |                                                                                |
| 2  | Tabaré Leivas Rivero   | Partido Colorado PC | 12 de julio de 2011     | 8 de julio de 2015      | Alcalde elegido           |                                                                                |
| 3  | Tabaré Leivas Rivero   | Partido Colorado PC | 9 de julio de 2015      | 26 de noviembre de 2020 | Alcalde reelegido         | Ismael Pintos (PC) Rodolfo Pereira (PC) Wilson Dalmao (FA) Martin Iturria (FA) |
| 4  | Santiago Dalmao Rivero | Frente Amplio FA    | 27 de noviembre de 2020 | 2025                    | Alcalde elegido           | Yeny Sosa (FA) Martín Iturria (FA) Roberto González (PN) Rodolfo Pereira (PC)  |